# Lista över offentlig konst i Linköpings kommun
Lista över offentlig konst i Linköpings kommun är en ofullständig lista över främst utomhusplacerad konst i Linköpings kommun.

## Linköpings tätort

### Innerstaden
| Titel                                                                  | Konstnär(er)                    | Årtal     | Beskrivning | Typ - material                     | Plats Koordinater                                                                                     | Bild                                   |
| ---------------------------------------------------------------------- | ------------------------------- | --------- | --- | ---------------------------------- | --- | -------------------------------------- |
| AlfaOmega                                                              | Wolfgang Peter Menzel           | 2002      | | Rostfritt stål                     | Stadsbiblioteket, Östgötagatan koordinater saknas                                                     |                                        |
| Berzelius                                                              | Bo Olls                         | 2006      | | Brons                              | Domkyrkoparken 58.41088, 15.61872                                                                     | Berzelius                              |
| Björn Erikssons scen                                                   | Okänd                           | 2009      | Fem svartröda kuber som lätt kan tolkas som ett modernistiskt konstverk, men är i själva verket en scen, som tas isär och monteras ihop för Studentsångarna vid mösspåtagningen på Valborgsmässoafton. Den invigdes i juni 2009 och är en gåva från avgående landshövdingen Björn Eriksson efter vilken den fått sitt namn. |                                    | i parken mellan Gamla domprostgården och yttre borggården vid Linköpings slott 58.40947, 15.61522     | Björn Erikssons scen                   |
| De fem åldrarna                                                        | Elis Nordh                      | 1980      | | Brons                              | Innergård, Kungsgatan 19 58.40892, 15.63262                                                           |                                        |
| Dekorativ kvinnofigur                                                  | Gottfrid Larsson                | 1923      | | Brons                              | Järnvägsparken koordinater saknas                                                                     |                                        |
| De tre pelarna                                                         | Uta Jacobs                      | 1992      | | Tegel                              | Innergård, Hamngatan 19 58.40892, 15.63262                                                            |                                        |
| Drömmarnas plats: Muren, bågen, porten                                 | Maja Spasova                    | 1999-2003 | Konstverket består av följande tre enheter: - Drömmarnas båge - Drömmarnas port - Drömmarnas mur Östgöta konstförening gav uppdraget till Maja Spasova, och verken invigdes 20 augusti 1999. Den mest iögonfallande delen är Drömamrnas båge, en 68 meter lång och nästan 15 meter hög båge i rostfritt stål som böjer sig över Stångån vid Stångs magasin. På Tanneforssidan av Stångån finns vid bågen, Drömmarnas port som symboliserar livets cirkel och pånyttfödelser. Vid Hamngatan finns Drömmarnas mur med kakelplattor där Linköpingsbor fått sina, av konstnären Spanova utvalda, drömmar skrivna. |                                    | Stångån, Hamngatan 58.41245, 15.63105                                                                 | Drömmarnas plats: Muren, bågen, porten |
| Ljuskälla                                                              | Camilla Lothigius               | 2002      | | Betong och mosaik                  | på Kungsgatan vid P-hus Baggen 58.41283, 15.62118                                                     |                                        |
| Folkungabrunnen med Folke Filbyter                                     | Carl Milles                     | 1927      | Centralfigur i brunnen är Folke Filbyter | fontän - Brons och granit          | på Stora torget, Storgatan-Platensgatan 58.4107, 15.6216                                              | Folkungabrunnen med Folke Filbyter     |
| Fontän                                                                 | Torulf Engström                 | 1977      | | Fontänskulptur - Brons             | Servicehuset Aspen, Brunnsgårdsvägen 38 koordinater saknas                                            |                                        |
| Frukost i det gröna                                                    | Pye Engström                    | 1986      | | Gotländsk granit                   | Birgittaskolan, Klostergatan 69 koordinater saknas                                                    |                                        |
| Hagar och Ismael                                                       | Alfred Nyström                  | 1884      | | Vit marmor                         | Länsmuseiparken 58.4134, 15.61636                                                                     | Hagar och Ismael                       |
| Inliner                                                                | Peter Linde                     | 2003      | | Brons                              | Trädgårdsföreningen koordinater saknas                                                                |                                        |
| Jacob Berzelius                                                        | Carl Gustaf Qvarnström          | 1950      | | Brons, granit                      | Stadshuset, Storgatan koordinater saknas                                                              | Ladda upp en bild av detta konstverk   |
| Josef Weine                                                            | Anders Jönsson                  | 1956      | | byst - Brons                       | fd. Lärarhögskolans park, Östgötagatan 12 58.4111, 15.61068                                           |                                        |
| Karp e Diem                                                            | Backa Carin Ivarsdotter         | 2009      | Verket består av två mosaikbeklädda murar och två högre enheter placerade vid entrén till parken på Gråbrödragatan. I parken finns en torrlagd damm, numera en stor grop, i folkmun kallad karpdammen, och det påstås att "biskopen någon gång för flera hundra år sedan odlade karp där". Konstnären tog fasta på historien och valde ett fotografi av en karp som underlag till sin mosaik. De röda fälten i verken föreställer karpen och det gröna vatten. | Mosaik                             | Biskopsparken vid Konsert & Kongress 58.41303, 15.61562                                               | Karp e Diem                            |
| Lega                                                                   | Katarina Vallbo                 | 2001      | Infällda armaturer i taket, vilka är riktade mot bädden och dess instensitet ändras i samma takt som andetagen hos en sovande människa | Betong, digitalljus                | Magasinstorget, Snickaregatan-Nygatan 58.41028, 15.62933                                              |                                        |
| Linköpingslejon                                                        | Anders Årfelt                   | 2003      | |                                    | Ett flertal finns utplacerade i staden. koordinater saknas                                            | Linköpingslejon                        |
| Mannen och hans genius                                                 | Ivar Johnsson                   | 1944      | Brons på hög granitsockel | Brons, granit                      | Raoul Wallenbergs plats utanför Östergötlands länsmuseum, Vasavägen. 58.4142, 15.61802                | Mannen och hans genius                 |
| Metamorfos                                                             | Monika Gora                     | 2005      | | Rostfritt stål                     | Järnvägsparken 58.41522, 15.62528                                                                     |                                        |
| Mimmi                                                                  | Peter Linde                     | 2005      | | Brons                              | Kanberget koordinater saknas                                                                          |                                        |
| Minnesmärke över Trädgårdsföreningens grundare Även känd som: Hyllning | Hans Björn                      | 1992      | Minnesmärke över Anders Gustav Svensson | Trä, brons                         | Trädgårdsföreningen koordinater saknas                                                                |                                        |
| Målning på trä                                                         | Hans Hermansson                 | 1983      | | Målning på trä                     | Innergård, Kungsgatan 3D koordinater saknas                                                           |                                        |
| Paviljong                                                              | Karl-Olof Björk                 | 1981      | | Trä                                | Kungsgatan 14 koordinater saknas                                                                      |                                        |
| Raoul Wallenbergs minnesplats                                          | Gerö Gabor Bottos               | 2002      | Reliefen, som är en avgjutning av det minnesmärke som är uppsatt på Raoul Wallenbergs gata i Budapest, sattes upp i Linköping den 4 augusti 2002, på 90-årsdagen av Wallenbergs födelse. Texten på reliefen i översättning lyder: "Till minne av den svenske legationssekreteraren Rauol Wallenberg (1912-) som med sitt modiga uppträdande och sina gärningar räddade livet på tiotusentals människor under pilkorsarnas välde." | Bronsrelief på mur                 | Raol Wallenbergs plats utanför Östergötlands länsmuseum, Vasavägen-Gråbrödragatan. 58.41397, 15.61735 |                                        |
| Reliefer                                                               | Ivar Johnsson                   | 1939      | | Ekebergsmarmor                     | Länsmuseets entréfris, Gråbrödragatan-Artistgatan 58.41383, 15.61642                                  | Reliefer                               |
| Bågspännarmonumentet                                                   | Cristian Eriksson               | 1981      | | Relief                             | Länsmuseet koordinater saknas                                                                         |                                        |
| Sfinx                                                                  | Karl Göte Bejemark              | 1980      | | Lekskulptur - trä                  | Repslagaregatan 8 58.41632, 15.62543                                                                  |                                        |
| Skulptur med rinnande vatten                                           | Oscar Kaunitz                   | 1971      | | Älvdalsmarmor                      | på Lilla torget, Repslagaregatan-Nygatan 58.41023, 15.62698                                           | Skulptur med rinnande vatten           |
| Solur                                                                  | Bo Olls                         | 1997      | | Brons                              | Konserthusparken koordinater saknas                                                                   |                                        |
| Spelmän                                                                | Sven Lundqvist                  | 1980      | | Sten                               | Servicehuset Blandaren, Repslagaregatan koordinater saknas                                            |                                        |
| Stinsen                                                                | Elever vid slöjdlärarseminariet | 1987      | | Målat trä                          | Resecentrum 58.41782, 15.62287                                                                        |                                        |
| Stjärnan                                                               | Lenny Clarhäll                  | 1989      | | Brons                              | Olof Palmes plats, Konsert & Kongress 58.41273, 15.6153                                               |                                        |
| Stol 2 + 1                                                             | Sigvard Håkansson               | 2003      | | Betong                             | Trädgårdsföreningen koordinater saknas                                                                |                                        |
| Structure                                                              | Takashi Naraha                  | 1985      | | Svart diabas                       | Spegeldammen vid Länsmuseet, Gråbrödragatan-Artistgatan 58.41383, 15.61642                            | Structure                              |
| Tetraeder                                                              | Bo Olls                         | 2002      | | Brons                              | Benzelius plats, Hunnebergsgatan 58.41165, 15.61475                                                   |                                        |
| Tjurpannan                                                             | Agneta Stening                  | 1990      | | Röd granit                         | Länsmuseets entré, Gråbrödragatan koordinater saknas                                                  | Tjurpannan                             |
| Tvätten                                                                | Erik Höglund                    | 1981      | | Järn och glaslaminat               | Kungsgatan 16 58.41368, 15.62922                                                                      |                                        |
| Bänken                                                                 | Erik Höglund                    | 1984      | |                                    | Kungsgateområdet koordinater saknas                                                                   |                                        |
| Ungdomstid                                                             | Emil Näsvall                    | 1959      | | Brons                              | Kronfogdemyndigheten / Nationernas hus, Ågatan 57 58.4117, 15.6196                                    |                                        |
| Vattenhål                                                              | Carina Wallert                  | 1995      | | Fontän                             | Servicehuset Duvan, Snickaregatan 34 58.40955, 15.62867                                               |                                        |
| Vattenvirvlar                                                          | Uta Jacobs                      | 1990      | | Tegel i olika gula och röda färger | Kvarteret Daggkåpan 58.40892, 15.63262                                                                |                                        |
| Vindarnas port Även känd som: Vindarnas eller människans port          | Uta Jacobs                      | 1992      | | Diabas                             | Innergård, Ådalagatan 58.40892, 15.63262                                                              |                                        |
| Vågspel                                                                | Stig Blomberg                   | 1967      | | Brons                              | Landstingshuset, Sankt Larsgatan 49b 58.40633, 15.62627                                               | Vågspel                                |
| Tätt samman                                                            | Evert Forsnäs                   | 1972      | |                                    | Björnkärrsskolan koordinater saknas                                                                   |                                        |
| Oscar den andre                                                        | Okänd                           |           | |                                    | Elsa Brändströms skola koordinater saknas                                                             |                                        |
| Kallerstadsstenen                                                      | Akta Runsten                    | 1950      | |                                    | Länsmuseet koordinater saknas                                                                         |                                        |
| Morgonbad                                                              | Anders Zorn                     | 1920      | |                                    | Länsmuseet koordinater saknas                                                                         | Ladda upp en bild av detta konstverk   |

### Bergamed Berga minnespark/skulpturpark
Huvudartikel: Berga minnespark
| Titel                                   | Konstnär(er)   | Årtal | Beskrivning | Typ - material | Plats Koordinater                     | Bild                                    |
| --------------------------------------- | -------------- | ----- | --- | -------------- | ------------------------------------- | --------------------------------------- |
| Elof av Bjerga                          | Okänd          |       | Elof av Bjerga                                                                                                   | skulptur       | 58.391, 15.64082                      |                                         |
| Birger jarl                             | Okänd          |       | Birger jarl | skulptur       | 58.39088, 15.64093                    |                                         |
| Alfred Nyström                          | Okänd          |       | Alfred Nyström                                                                                                   | skulptur       | 58.39077, 15.64103                    | Alfred Nyström                          |
| Emelie Amalia Ridderstad                | Okänd          |       | Emelie Amalia Ridderstad                                                                                         | skulptur       | 58.39065, 15.64052                    |                                         |
| Charlotta Berger                        | Okänd          |       | Charlotta Berger                                                                                                 | skulptur       | 58.39078, 15.64062                    |                                         |
| Johan August Malmström                  | Okänd          |       | Johan August Malmström                                                                                           | skulptur       | 58.39098, 15.64008                    |                                         |
| Publicistmötet 1876                     | Okänd          |       | | skulptur       | 58.39135, 15.63925                    |                                         |
| Louis De Geer                           | Anders Wissler | 1922  | Louis De Geer | byst           | Berga skulpturpark 58.39122, 15.63947 | Louis De Geer                           |
| Östergötlands läns hushållningssällskap | Okänd          |       | |                | 58.39103, 15.6394                     | Östergötlands läns hushållningssällskap |
| Carl Fredrik Ridderstad                 | Okänd          |       | Carl Fredrik Ridderstad                                                                                          |                | 58.39073, 15.63943                    | Carl Fredrik Ridderstad                 |
| Nils Andersson                          | Okänd          |       | Nils Andersson                                                                                                   |                | 58.39085, 15.6387                     |                                         |
| Sophia Isberg                           | Okänd          |       | Sophia Isberg |                | 58.39115, 15.63848                    |                                         |
| Adolf Fredrik Lindblad                  | Okänd          |       | Adolf Fredrik Lindblad                                                                                           |                | 58.39162, 15.63875                    | Adolf Fredrik Lindblad                  |
| Moder Svea                              | Alfred Nyström | 1928  | Skulpturen föreställer Moder Svea "på vakt för fosterlandet", vilket även inskriptionen på statyns sockel lyder. | Gjuten brons   | 58.39177, 15.63837                    | Moder Svea                              |

### Ekholmen
| Titel                             | Konstnär(er)      | Årtal | Beskrivning | Typ - material     | Plats Koordinater                                             | Bild |
| --------------------------------- | ----------------- | ----- | ----------- | ------------------ | ------------------------------------------------------------- | ---- |
| Före entrén                       | Ebba Hedqvist     | 1973  |             | Brons              | Ekholmens centrum koordinater saknas                          |      |
| Speed                             | Ebba Hedqvist     | 1971  |             | Förgylld koppar    | Brokindsleden, mitt emot Ekholmens centrum koordinater saknas |      |
| Emaljer                           | Krister Johansson | 1991  |             |                    | Gryningsgatan, Blästad koordinater saknas                     |      |
| Häst och vagn                     | Krister Johansson | 1991  |             | Lekskulptur - sten | Lekplatsen vid Gryningsgatan, Blästad koordinater saknas      |      |
| Vikingskeppet                     | Krister Johansson | 1991  |             | Lekskulptur - sten | Gryningsgatan 55, Blästad koordinater saknas                  |      |
| Ikaros ängel                      | Krister Johansson | 1991  |             | Sten               | Blästad gård koordinater saknas                               |      |
| Appolonia, gudarnas fruktbärerska | Peter Linde       | 1986  |             | staty - brons      | Åleryds sjukhem 58.38222, 15.66289                            |      |
| Perpetuum mobile                  | Gunnar Kanevad    | 1972  |             |                    | Ekholmens centrum koordinater saknas                          |      |

### EkkällanmedUniversitetssjukhuset
| Titel                       | Konstnär(er)            | Årtal | Beskrivning | Typ - material    | Plats Koordinater                                 | Bild                        |
| --------------------------- | ----------------------- | ----- | ----------- | ----------------- | ------------------------------------------------- | --------------------------- |
| Embryo                      | Erik Höglund            | 1966  |             | skulptur - granit | Eskadern, Djurgårdsgatan 81-91 koordinater saknas |                             |
| Två människor               | Erik Höglund            | 1966  |             | skulptur - brons  | Eskadern, Djurgårdsgatan 81-91 koordinater saknas |                             |
| Dansarna                    | Erik Höglund            | 1966  |             | skulptur - brons  | Eskadern, Djurgårdsgatan 81-91 koordinater saknas |                             |
| Kärleksmötet                | Erik Höglund            | 1966  |             | skulptur - brons  | Eskadern, Djurgårdsgatan 81-91 koordinater saknas |                             |
| Den stolte fadern           | Erik Höglund            | 1966  |             | skulptur - brons  | Eskadern, Djurgårdsgatan 81-91 koordinater saknas |                             |
| Virvlande valar             | Nigel Wells             | 2000  |             | Betong            | Södra entrén, US 58.40029, 15.61979               |                             |
| Urgrodden                   | Anders Thorlin          | 1990  |             | Kalksten          | Norra entrén, US 58.40164, 15.62178               |                             |
| Urna                        | Sivert Lindblom         | 1994  |             | Järn              | Norra entrén, US koordinater saknas               |                             |
| Fågel, fisk och mittemellan | Bo Olls                 | 2000  |             | Brons             | Norra entrén, US 58.40185, 15.6219                | Fågel, fisk och mittemellan |
| Groda                       | Bo Olls                 |       |             |                   | Norra entrén, US 58.40185, 15.6219                | Groda                       |
| Skulptural abstraktion      | Hans Björn              | 1994  |             | Corténplåt        | Södra entrén, O-huset, US koordinater saknas      |                             |
| O                           | Kajsa Mattas            | 2007  |             | Granit            | Lanteringården, US koordinater saknas             |                             |
| Lejonpar                    | Marylyn Hamilton Gierow | 2007  |             | Brons             | Entrén O-huset, US 58.40082, 15.62223             |                             |
| Hängbuksvin med 2 kultingar | Aline Magnusson         | 2006  |             | Brons             | Uteserveringen, O-huset, US koordinater saknas    |                             |
| Daphne                      | Eric Åkerlund           | 2007  |             | Brons             | O-husets entré, US koordinater saknas             |                             |
| Hälsobäcken                 | Nigel Wells             | 2005  |             | Betong            | Norra entrén, US 58.402, 15.62183                 | Hälsobäcken                 |
| Blomma                      | Eva Lange               | 2007  |             | Granit            | Lanteringården, US koordinater saknas             |                             |

### Garnisonen
| Titel                  | Konstnär(er)         | Årtal | Beskrivning | Typ - material       | Plats Koordinater                                                  | Bild |
| ---------------------- | -------------------- | ----- | ----------- | -------------------- | ------------------------------------------------------------------ | ---- |
| E Även känd som: Entré | Åke Pallarp          | 1991  |             | Betong               | Garnisonen koordinater saknas                                      |      |
| Höger hand tumme       | Hans Jörgen Johansen | 2006  |             | Mönsterbild för torg | Statens kriminaltekniska laboratorium koordinater saknas           |      |
| Okapi                  | Carina Wallert       | 2003  |             | Skulptur - brons     | Linköpings Tingsrätt (innergård), Brigadgatan 3 koordinater saknas |      |

### Gottfridsbergmed Folkets park och Tornhagsskolan
| Titel                    | Konstnär(er)               | Årtal | Beskrivning | Typ - material              | Plats Koordinater                                            | Bild |
| ------------------------ | -------------------------- | ----- | ----------- | --------------------------- | ------------------------------------------------------------ | ---- |
| De tre musketörerna      | Ture Johansson             | 1961  |             | Brons                       | Skolgården, Folkungaskolan, Folkungagatan 58.41008, 15.60648 |      |
| De våta stenarna         | Karl Göte Bejemark         | 1987  |             | Fontän - sten               | Folkets park, Malmslättsvägen-Majgatan 58.40842, 15.53837    |      |
| Bianca                   | Sten Ericson               | 1947  |             | Brons                       | Folkets park, Malmslättsvägen-Majgatan 58.40842, 15.53837    |      |
| Gycklarn                 | Sten Ericson               | 1958  |             | Brons                       | Folkets park, Malmslättsvägen-Majgatan 58.40842, 15.53837    |      |
| Hjalmar Branting         | Tore Strindberg            | 1945  |             | Granit                      | Folkets park, Malmslättsvägen-Majgatan 58.40842, 15.53837    |      |
| Madonnan och betraktarna | Erik Heybroek Björn Svensk | 1992  |             | Målad betong, emalj på plåt | Hjälmsätersgatan 4 koordinater saknas                        |      |
| Noak                     | Sven Lundqvist             | 1968  |             | Grå, röd och svart granit   | Tornhagsskolan 58.41313, 15.58847                            |      |
| Djurskulpturer           | Sven Lundqvist             |       |             |                             | Tornhagsskolan 58.41313, 15.58847                            |      |
| BAOBA                    | Camilla Lothigius          | 2008  |             | Rostfritt blästrat stål     | Tornhagsskolan 58.41313, 15.58847                            |      |

### Hejdegården
| Titel             | Konstnär(er)  | Årtal | Beskrivning | Typ - material | Plats Koordinater                                                     | Bild |
| ----------------- | ------------- | ----- | ----------- | -------------- | --------------------------------------------------------------------- | ---- |
| Linköpingslejonet | Anders Årfelt | 2003  |             | Betong         | Vid serveringen, Tannefors slussar. Forshemsgatan. 58.40023, 15.64845 |      |

### Hjulsbro
| Titel   | Konstnär(er)      | Årtal | Beskrivning | Typ - material | Plats Koordinater                 | Bild |
| ------- | ----------------- | ----- | ----------- | -------------- | --------------------------------- | ---- |
| Protest | Kristian Kvakland | 1973  |             |                | Kvinnobyskolan koordinater saknas |      |

### Johannelund
| Titel            | Konstnär(er)   | Årtal | Beskrivning | Typ - material | Plats Koordinater                       | Bild             |
| ---------------- | -------------- | ----- | ----------- | -------------- | --------------------------------------- | ---------------- |
| Häst och ryttare | Sven Lundqvist | 1961  |             | Brons          | Johannelunds centrum 58.39582, 15.66278 | Häst och ryttare |
| Häst och vagn    | Asmund Arle    | 1962  |             | Brons          | Johannelundsvägen 13 58.39357, 15.65973 |                  |

### KallerstadmedStångebro
| Titel                                                       | Konstnär(er)          | Årtal | Beskrivning                          | Typ - material                  | Plats Koordinater                                                        | Bild                                          |
| ----------------------------------------------------------- | --------------------- | ----- | ------------------------------------ | ------------------------------- | ------------------------------------------------------------------------ | --------------------------------------------- |
| Till minnet av slaget vid Stångebro 25/9 1598               | Okänd                 | 1898  | Minnessten över slaget vid Stångebro | Minnessten - betong och järn    | Stångebro 58.41417, 15.63398                                             | Till minnet av slaget vid Stångebro 25/9 1598 |
| Slaget Även känd som: Stångebromonumentet                   | Wolfgang Peter Menzel | 1998  |                                      | Betong och järn                 | Stångebrofältet 58.41487, 15.63687                                       |                                               |
| Mottagning                                                  | Kari Cavén            | 2004  |                                      | Kompositmaterial                | Utanför entrén, Cloetta center 58.41657, 15.63573                        |                                               |
| Strömmen                                                    | Stig Blomberg         | 1953  |                                      | Vit ekebergsmarmor              | Vid Tekniska verken, Stångebro koordinater saknas                        |                                               |
| Aquamilen från Ydre möter Luthers katekes                   | Hans Björn            | 1993  |                                      | skulptur                        | vid Tekniska Verkens anläggning vid Stångån, Brogatan 58.42072, 15.63228 |                                               |
| Upprorsmannen                                               | Tommy Östmar          | 1993  |                                      | skulptur - brons                | vid Tekniska Verkens anläggning vid Stångån, Brogatan 58.42072, 15.63228 |                                               |
| Änkorna                                                     | Kajsa Mattas          | 1993  |                                      | skulptur - Betong och järn      | vid Tekniska Verkens anläggning vid Stångån, Brogatan 58.42072, 15.63228 |                                               |
| Karl IX med Wasakärven besegrar Sigismund, den polske örnen | Åke Pallarp           | 1993  |                                      | skulptur - brons                | vid Tekniska Verkens anläggning vid Stångån, Brogatan 58.42072, 15.63228 |                                               |
| Nike                                                        | Folke Truedsson       | 1972  |                                      | Förgylld glasfiberarmerad plast | Anders Ljungstedts gymnasium koordinater saknas                          |                                               |
| Signaturer                                                  | Hans Björn            | 1996  |                                      | Betong                          | Innergård på Anders Ljungstedts gymnasium koordinater saknas             |                                               |
| Fighting Spirit                                             | Olov Tällström        | 2008  |                                      | Ledljus, rörelse                | Racketcenter/Cloetta Center koordinater saknas                           |                                               |

### Lambohov
| Titel                                   | Konstnär(er)      | Årtal | Beskrivning | Typ - material                     | Plats Koordinater                                                                              | Bild |
| --------------------------------------- | ----------------- | ----- | --- | ---------------------------------- | ---------------------------------------------------------------------------------------------- | ---- |
| Bord                                    | Hans Björn        | 1987  | | Sten och pigmenterad betong        | Slestadskolan 58.38549, 15.56841                                                               |      |
| Solur                                   | Sten-Ove Persson  | 1988  | | Pigmenterad betong, brons och järn | Lantmannagatan 58.3778, 15.57184                                                               |      |
| Skeppssättning                          | Johannes Fodor    | 1991  | | skulpturgrupp - trä, metall        | Tröskaregatan 30 58.38738, 15.56261                                                            |      |
| Stenrum                                 | Magnus Engberg    | 1987  | | Granit                             | Lambohovs centrum 58.38836, 15.56599                                                           |      |
| Kikarflickan                            | Patrik Gustavsson | 2006  | en stapel ostadiga stolar, på vilken en flicka sitter och tittar genom sin kikare. |                                    | Lambohovs centrum 58.38826, 15.56716                                                           |      |
| Wind of mercy                           | Michael Piper     | 1987  | | Brons                              | Plöjaregatan 52 58.38812, 15.56803                                                             |      |
| Lejon Även känd som: Mannen och Lejonet | Michael Piper     | 1987  | | Brons                              | Gångstråk 58.38543, 15.56707                                                                   |      |
| Totempåle                               | Lars Spaak        | 1992  | | Brons på stenfundament             | Brf Lambohov 2 vid dungen mot Änggårdsskolan 58.38051, 15.56912                                |      |
| Bronsdam                                | Curt Thorsjö      | 1986  | | Brons                              | Tröskaregatan 51 58.38707, 15.56545                                                            |      |
| Stengömma I och Stengömma II            | Stina Opitz       | 1990  | Skulpturen är en drygt 4 meter hög marinblå skapelse, bestående av tre hus i olika storlekar placerade inuti varandra. Inne i det minsta huset finns en sten. På toppen av husen är en liten bronsskulptur av Mjärd, jordens gudinna åkande i sin vagn dragen av en ko, placerad. | Målat järn och brons               | Storskiftesgatan 1 respektive Tegskiftesgatan 165 i området Lilla Mjärdevi. koordinater saknas |      |
| Fågel Fenix                             | Mikael Richter    | 2008  | |                                    | Räddningstjänsten, Station Lambohov 58.39001, 15.58171                                         |      |
| Vanja                                   | Magnus Engberg    | 1986  | |                                    | Lambohov koordinater saknas                                                                    |      |
| Skulptur                                | Tomas Nordberg    | 1984  | 2 st | Skulpturgrupp - brons              | Lambohov Servicehus koordinater saknas                                                         |      |

### Mjärdevi
| Titel            | Konstnär(er) | Årtal | Beskrivning | Typ - material | Plats Koordinater | Bild                          |  |
| ---------------- | ------------ | ----- | ----------- | -------------- | ----------------- | ----------------------------- |  |
| Kvinna med kärra | Stina Opitz  |       | 2 st        |                |                   | Mjärdeviby koordinater saknas |  |

### Ramshäll
| Titel | Konstnär(er)      | Årtal | Beskrivning | Typ - material | Plats Koordinater                                   | Bild |
| ----- | ----------------- | ----- | ----------- | -------------- | --------------------------------------------------- | ---- |
| Pojke | Lennart Källström | 1957  |             | Brons          | Lerlyckegatan, Majeldens centrum koordinater saknas |      |

### Ryd
| Titel           | Konstnär(er)                  | Årtal | Beskrivning | Typ - material                    | Plats Koordinater                                       | Bild  |
| --------------- | ----------------------------- | ----- | --- | --------------------------------- | ------------------------------------------------------- | ----- |
| Oasen           | Lars Spaak                    | 1972  | Enligt Lars Spaaks hemsida består hans bidrag av "Utformning av inomhusgata vid Ryds centrum, Linköping. Vattenfontän i brons, lekskulptur av ek samt 20 m² emaljmålning." | Fontänskulptur - betong och brons | Inne i Ryd Centrum (inomhus) 58.40913, 15.56282         | Oasen |
| Lekskulptur     | Per Göransson                 | 1974  | | Lekskulptur - Betong              | Utanför Ryd Centrum 58.40938, 15.56317                  |       |
| Skulptur        | Okänd                         |       | | Sten                              | 58.40922, 15.5635                                       |       |
| Farmor          | Ebba Hedqvist                 | 1973  | | Brons                             | Utanför Ryd centrum vid Kulturcentrum 58.40898, 15.5612 |       |
| Höjdaren        | Lillevi Hultman Stina Opitz   | 1991  | | Målat järn                        | Utanför Ryd centrum koordinater saknas                  |       |
| Storsma         | Staffan Laurin Anders Thorlin | 1991  | | Trä, järn och gotländsk kalksten  | Utanför Ryd centrum koordinater saknas                  |       |
| Bro, bro, breja | Lars Spaak                    | 1973  | |                                   | Ryds Centrum koordinater saknas                         |       |

### Skäggetorp
| Titel     | Konstnär(er) | Årtal | Beskrivning | Typ - material | Plats Koordinater                                                     | Bild                                                             |
| --------- | ------------ | ----- | ----------- | -------------- | --------------------------------------------------------------------- | ---------------------------------------------------------------- |
| Sandrosen | Hans Hedberg | 1971  |             | Keramik        | Butiksplan inne i Skäggetorp centrum (inomhus) 58.42642, 15.58035     | Det är troligen inte ok att ladda upp en bild av detta konstverk |
| Sjöborren | Hans Hedberg | 1973  |             | Keramik        | Parkeringsplan inne i Skäggetorp centrum (inomhus) 58.42642, 15.58035 | Det är troligen inte ok att ladda upp en bild av detta konstverk |

### Tallboda
| Titel            | Konstnär(er) | Årtal | Beskrivning | Typ - material | Plats Koordinater                | Bild |
| ---------------- | ------------ | ----- | ----------- | -------------- | -------------------------------- | ---- |
| Blå Elefantpojke | Axel Nordell | 1973  |             |                | Ekdungeskolan koordinater saknas |      |

### Tannefors
| Titel        | Konstnär(er)    | Årtal | Beskrivning | Typ - material           | Plats Koordinater                                           | Bild       |
| ------------ | --------------- | ----- | ----------- | ------------------------ | ----------------------------------------------------------- | ---------- |
| Kvarnminnet  | Gunnar Kanevad  | 1983  |             | Sten                     | Kvarnbackens ålderdomshem, Stationsgatan koordinater saknas |            |
| Skvalta      | Gunnar Kanevad  |       |             |                          | Stationsgatan koordinater saknas                            |            |
| Ekotemplet   | Folke Truedsson | 1972  |             |                          | Kvarnbackens äldreboende koordinater saknas                 |            |
| Tre källor   | Dag Birkeland   | 2001  |             | Brons och älvdalsmarmor. | Kvarndammen 58.40077, 15.64898                              | Tre källor |
| Folkvisa     | Emil Näsvall    | 1949  |             | Stengöt                  | Kungsbergsskolan 58.41107, 15.63773                         |            |
| Nya vingar   | David Wretling  | 1950  |             | Brons                    | Drottningtorget 58.41067, 15.63628                          |            |
| Erland Uggla | Oscar Antonsson | 1932  |             |                          | Tanneforsv. 90 koordinater saknas                           |            |

### Tornby
| Titel                  | Konstnär(er)   | Årtal | Beskrivning | Typ - material         | Plats Koordinater                   | Bild |
| ---------------------- | -------------- | ----- | ----------- | ---------------------- | ----------------------------------- | ---- |
| Cirkulation II         | Stina Opitz    | 2006  |             | Rondellhund med cirkel | Nygårdsrondellen 58.43067, 15.58592 |      |
| Trafikskyltabstraktion | Jacob Dahlgren | 2005  |             |                        | Ullevirondellen 58.434, 15.5832     |      |

### Västra VallamedCampus VallaochUniversitetsparken
| Titel                                                   | Konstnär(er)             | Årtal | Beskrivning | Typ - material                              | Plats Koordinater                                                   | Bild |
| ------------------------------------------------------- | ------------------------ | ----- | --- | ------------------------------------------- | ------------------------------------------------------------------- | ---- |
| Columna                                                 | Kjell Ohlin              | 1995  | Tre isgröna pelare utanför fasaden bär upp speglar, som återkastar videoprojektioner mot kvadratiska dukar. Tolv olika toner har visualiserats och frysts med tekniken cibachrome. En tonslinga gör bildkompositionen hörbar. | Videoprojektion                             | på västra fasaden av Fysikhuset, campus Valla. koordinater saknas   |      |
| Fyrkant                                                 | Kicki Stenström          | 1989  | | Röd granit                                  | Universitetsparken, Campus Valla koordinater saknas                 |      |
| I morgon kommer något underbart att hända!              | Jan Svenungsson          | 2001  | | Olika material                              | Skulpturer och objekt längs Corson, Campus Valla koordinater saknas |      |
| Spelet kan börja                                        | Claes Hake               | 2004  | | Granit                                      | Universitetsparken, Campus Valla koordinater saknas                 |      |
| Hand                                                    | Torsten Renqvist         | 1973  | | Oxiderad brons                              | Universitetsparken, Campus Valla koordinater saknas                 |      |
| Rakt upp och ner                                        | Elisabet Sagefors        | 1999  | Sexton stycken sex meter höga rostiga stålbalkar i en diagonal linje genom parken Universitetsparken. Tanken är att skapa en kontrast till en i övrigt grön, mjuk och romantisk park.                                         | stålpalissad - Järn                         | Universitetsparken, Campus Valla 58.3953, 15.57537                  |      |
| SMS-gravstenar                                          | Malin Petterson Öberg    | 2007  | Tre gravstenar med SMS-text: - 23:10 Are you here? - 21:41 We are coming with the last underground - 22:24 Oh, it is starting now                                                                                             | Installation med tre stenar - svart diasbas | Universitetsparken, Campus Valla koordinater saknas                 |      |
| Monument över mig själv                                 | Martin Sundvall          | 2007  | | Brons                                       | Universitetsparken, Campus Valla 58.39457, 15.57628                 |      |
| Gazebo                                                  | Emma Lindahl             | 2007  | | skulptur                                    | Universitetsparken, Campus Valla koordinater saknas                 |      |
| I MAZE ME                                               | Emma-Lina Ericson        | 2007  | | Text i gräsbevuxen mark                     | Universitetsparken, Campus Valla koordinater saknas                 |      |
| Permanent levitation Även känd som: Utsnitt i gräsmatta | Ebba Bolin               | 2007  | | Järn, betong och gräs                       | Universitetsparken, Campus Valla koordinater saknas                 |      |
| Gamla Valla koloniområde                                | Martin Karlsson          | 2003  | År 2003 revs stora delar av ett koloniområdet nära Gamla Linköping. Den röda stugan är därifrån. Restaurerad, och funktionsduglig står den mitt i parken som ett levande monument över Valla koloniområde.                    |                                             | Universitetsparken, Campus Valla 58.39467, 15.57723                 |      |
| Rumtid                                                  | Lisa Gerdin              | 2011  | | Skulptur - tegel                            | Friidrottsarenan vid Campus Valla koordinater saknas                |      |
| Signalen                                                | Ernst Nordin Hans Winber | 1973  | | rostfritt stål, lackerad plåt               | Universitetet, Campus Valla 58.40327, 15.57794                      |      |
| Skulptur 25                                             | Studkårsutsmyckning      |       | |                                             | Universitetet koordinater saknas                                    |      |
| solur                                                   | Studkårsutsmyckning      |       | |                                             | Universitetet koordinater saknas                                    |      |

### Östra VallamedGamla Linköping
| Titel                           | Konstnär(er)                             | Årtal | Beskrivning                            | Typ - material                     | Plats Koordinater                                             | Bild              |
| ------------------------------- | ---------------------------------------- | ----- | -------------------------------------- | ---------------------------------- | ------------------------------------------------------------- | ----------------- |
| De fyra elementen               | Magnus Engberg                           | 1993  |                                        | Granit och kalksten                | Fanjunkaregatan 51 och Fanjunkaregatan 119 58.40052, 15.60188 | De fyra elementen |
| Imaginärt klot                  | Magnus Engberg                           | 1993  |                                        | Granit och kalksten                | Westmansgatan 100 58.40132, 15.60437                          | Imaginärt klot    |
| Tigerflicka                     | Brynhildur Pétursdottir Hardar Hardarson | 1993  |                                        | Målad betong                       | Fanjunkaregatan 76 58.40306, 15.6024                          | Tigerflicka       |
| Minnessten över Lennart Sjöberg | AR Lennart Jonason                       |       |                                        | Brons samt sten från Vallaskogen   | Gamla Linköping koordinater saknas                            |                   |
| Skulpturer                      | Carin Nilsson                            | 1967  |                                        | Flera skulpturer - skilda material | Carin Nilssons villa, Gamla Linköping koordinater saknas      |                   |
| Reproduktion                    | Ferrau                                   | 1956  | Fem olika reproduktioner av skulpturer | skulpturer - brons                 | Örtagården, Gamla Linköping koordinater saknas                |                   |
| Hundskulptur                    | Torsten Fridh                            | 1989  |                                        |                                    | Brf Inspektören koordinater saknas                            |                   |

### Vasastaden
| Titel                             | Konstnär(er)             | Årtal | Beskrivning | Typ - material                                              | Plats Koordinater                                                         | Bild            |
| --------------------------------- | ------------------------ | ----- | ----------- | ----------------------------------------------------------- | ------------------------------------------------------------------------- | --------------- |
| Tage Danielsson                   | Karl Göte Bejemark       | 1987  |             | Målad brons                                                 | Tage Danielssons plats, Vasavägen 58.4146, 15.61463                       | Tage Danielsson |
| Monument över en Fågel            | Birgitta Stenberg-Hultén | 1968  |             | Brons                                                       | Berzeliusskolans innergård 58.41665, 15.61132                             |                 |
| Cantata                           | Folke Truedsson          | 1972  |             | Brons                                                       | Berzeliusskolan 58.41665, 15.61132                                        |                 |
| Skolan                            | Emil Näsvall             | 1953  |             | Relief - stengöt                                            | Berzeliusskolan (över entrén) koordinater saknas                          |                 |
| Elsa Brändström - Sibiriens ängel | Thomas Qvarsebo          | 1987  |             | Brons                                                       | Vasavägsallén koordinater saknas                                          |                 |
| Linköpingsdjäknen                 | Ivar Lindekrantz         | 1963  |             | Brons                                                       | Berzeliiparken framför Katedralskolan, Platensgatan 20 58.41605, 15.61798 |                 |
| Okänd titel                       | Maria Brofelth Svalsten  | 2003  |             | Fasadutsmyckning - Planglas, sprutmålad glasemalj, blästrat | Kv Bägaren två trapphus koordinater saknas                                |                 |

### Vidingsjö
| Titel               | Konstnär(er)     | Årtal | Beskrivning | Typ - material | Plats Koordinater            | Bild |
| ------------------- | ---------------- | ----- | ----------- | -------------- | ---------------------------- | ---- |
| Tingsplatsen        | Gunnar Kanevad   | 1978  |             | Trä och metall | Tuvgatan koordinater saknas  |      |
| Kopparfågel         | Lennart Kindgren | 1978  |             | Koppar         | Tuvgatan koordinater saknas  |      |
| Vikingen            | Gunnar Kanevad   |       |             |                | Vidingsjö koordinater saknas |      |
| Fantasin i min hand | Åke Hercules     | 1988  |             |                | Haninge koordinater saknas   |      |
| Honstenen           | Anders Thorlin   | 1988  |             |                | Haninge koordinater saknas   |      |

## Övriga kommunen
| Titel                                | Konstnär(er)         | Årtal | Beskrivning | Typ - material               | Stadsdel/ort | Plats Koordinater                         | Bild |
| ------------------------------------ | -------------------- | ----- | ----------- | ---------------------------- | ------------ | ----------------------------------------- | ---- |
| Dubbelgångare                        | Kent Karlsson        | 2006  |             |                              | Berg         | Roxen, Bergs slussar koordinater saknas   |      |
| Lusthus                              | Gunilla Bandolin     | 2004  |             | glas, tegel                  | Ekängen      | Ekängsskolan koordinater saknas           |      |
| Flyttfåglar                          | Lars Peterson        | 1966  |             |                              | Linghem      | Linghemsskolan koordinater saknas         |      |
| Grönt ljus                           | Inger Södergren      |       |             | Keramik                      | Linghem      | Linghems fritidsgård koordinater saknas   |      |
| Reliefer 3 st                        | Anders Jönsson       | 1945  |             |                              | Ljungsbro    | Gjutargatan koordinater saknas            |      |
| Röd räv                              | Axel Nordell         | 1974  |             | målad glasfiberarmerad plast | Ljungsbro    | Ljungsbro skola koordinater saknas        |      |
| Skjörtet                             | Kristian Kvakland    | 1972  |             | brons                        | Ljungsbro    | Ljungsbro skola koordinater saknas        |      |
| Hund skulptur                        | Arne Fälth           | 1989  |             |                              | Sturefors    | Sturefors koordinater saknas              |      |
| Resande ljus                         | inges idee           | 1999  |             | blandteknik                  | Ulrika       | Ulrika koordinater saknas                 |      |
| Kamraterna                           | Greta von Giesenfeld | 1951  |             |                              | Vikingstad   | Lunnevads Folkhögskola koordinater saknas |      |
| Lots Hustru                          | Dagmar Ljungqvist    | 1950  |             |                              | Vikingstad   | Lunnevads Folkhögskola koordinater saknas |      |
| OPENSKY - allemansrätt även i luften | Simone Aaberg Kaern  | 2009  |             | Helhetsgestaltning           | Malmslätt    | Flygskolan Malmen koordinater saknas      |      |

## Tidigare utplacerade konstverk
Nedan följer en lista på konstverk som tidigare varit utplacerade men nu är i förvar, förstörda eller försvunna.
| Titel                             | Konstnär(er)     | Årtal | Beskrivning | Typ - material | Stadsdel/ort                                                       | Tidigare plats Koordinater | Bild |
| --------------------------------- | ---------------- | ----- | ----------- | -------------- | ------------------------------------------------------------------ | --- | ---- |
| Vårens huldra                     | Gunnar Nilsson   | 1962  |             | Brons          |                                                                    | Trädgårdsföreningen. Verket är försvunnet sedan år 2000. koordinater saknas |      |
| Vinden                            | Ebba Hedqvist    | 1973  |             | Kopparplåt     |                                                                    | Utanför Ryd centrum. Skulpturen förföll gradvis under flera år, och under sommaren 2013 plockades den bort från sitt fundament. 58.4094, 15.56432                                                                |      |
| Smidesräcke                       | Lennart Lindberg | 1966  |             |                |                                                                    | Fanns tidigare utanför Posten på Kungsgatan 20. Ansågs under många år vara försvunnet men återfanns 2016 och skänktes av Linköpings kommun till Sala konstförening. Finns nu monterat i Sala. koordinater saknas |      |
| Sommar Även känd som: Efter badet | Nils Sjögren     | 1981  |             | Stengöt        | Förvaras i magasinet i Östergötlands länsmuseum 58.41381, 15.61609 | Sommar |      |